# Тэссэндзюцу
Тэссэндзюцу (яп. 鉄扇術, «искусство тэссэн») — японское искусство ведения боя при помощи боевого веера под названием тэссэн (яп. 鉄扇), популярное среди женщин, принадлежавших к сословию самураев в феодальной Японии.
Тэссэндзюцу основано на использовании сплошного или сворачиваемого металлического веера, который, зачастую, оснащён 8-ю или 10-ю деревянными или железными спицами.

## История
Точная информация о происхождении вееров отсутствует. Японские веера, особенно довольно крупных размеров, были широко известны в древности за пределами Японии, а самое первое документированное упоминание о них содержится в хрониках правления императора Юряку (457—479).
Веера для личного пользования подразделяются на две группы:
- жёсткий, как правило округлый веер с продолговатой ручкой — утива (яп. 団扇), или дансэн (яп. 断線);
- складной веер, по форме напоминающий сектор диска — оги (яп. 扇), или сэнсу (яп. 扇子).

Изначально веера складного типа были очень популярны при дворе и являлись личными знаками отличия, сообщая о ранге и занимаемом положении своего владельца. Уже позже они были усовершенствованы под нужды военного сословия, пришедшего к власти. Предшественником боевого веера тэссэн является гумбай-утива (яп. 軍配団扇) — большой округлый веер, который применяли для подачи различных сигналов и команд. Впоследствии веера оснастили железными спицами, а рёбра укрепили лакировкой, тем самым превратив их в оружие.

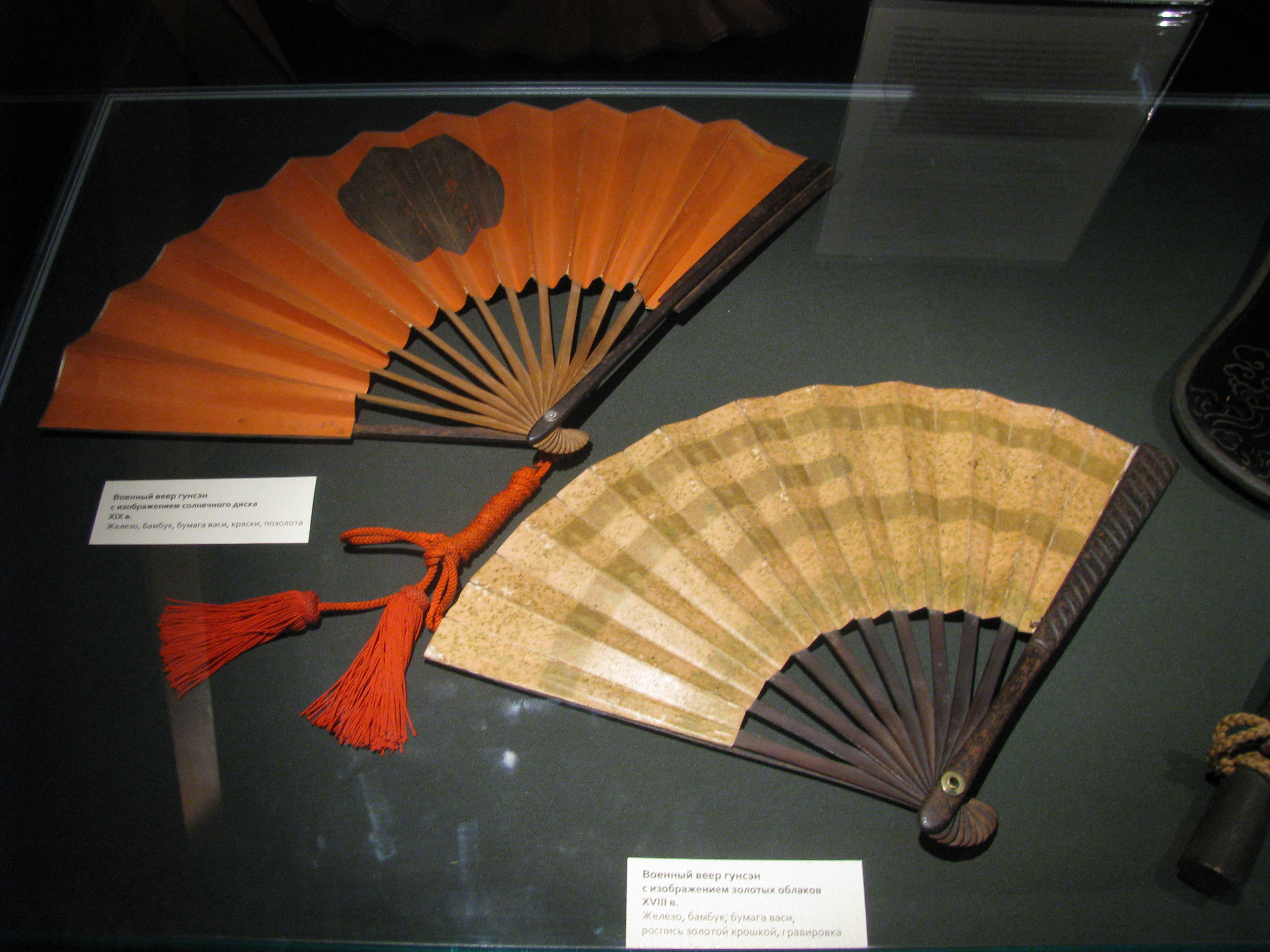
Военный веер

Самыми распространёнными видами боевых вееров являлись гунсэн (яп. 軍扇) и тэцусэн (тэссэн). Гунсэн буси носили в доспехах, а тэссэн носился с повседневной одеждой. Оба оружия были удобным средством как для атаки, так и для защиты. Воин мог фехтовать им, вырывать меч из рук противника, зажимать лезвие между стальными ребрами веера или отражать пущенные в него ножи и отравленные дротики. Ударной поверхностью веера являются его боковые части, кончик рукоятки и заострённые верхушки рёбер в открытом виде, придающие оружию режущие и ударные свойства. Во многих школах боевых искусств Японии проводилось обучение технике боя с таким веером — тэссэндзюцу, приемы которого как правило большей частью повторяли программу тренировок на мечах. Такими школами являются Ягю Синкагэ-рю(яп. 柳生新陰流'), Этиго-рю (яп. 越後流), Ягю-рю (яп. 柳生流) и Миякэ Синган-рю (яп. 三宅心眼流).
Как и многие другие японские боевые искусства XV—XVI веков тэссэндзюцу достигли высокого уровня сложности. Знаменитый фехтовальщик и самурай конца XVI века Сасаки Кодзиро, по легенде, одолел нескольких противников исключительно при помощи одного лишь веера.
На сегодняшний день искусство тэссэндзюцу преподаётся в таких школах дзюдзюцу, как Кираку-рю (яп. 気楽流鉄扇術), Сибукава-рю (яп. 渋川流柔術), Такэноути-рю (яп. 竹内流) и Катаяма Хоки-рю (яп. 伯耆流).